# 波列斯瓦夫二世 (西里西亞)
波列斯瓦夫二世（波蘭語：Bolesław II Rogatka；1220年/1225年—1278年12月26日/31日），波蘭皮亞斯特王朝下西里西亞公爵（1241年－1248年）、波蘭最高公爵克拉科夫大公（1241年）及萊格尼察公爵（1248年－1278年）。

## 生平
波列斯瓦夫是波蘭最高公爵亨里克二世與妻子波希米亞國王普熱米斯爾王朝奧托卡一世的女兒波希米亞的安妮所生的長子。他的祖父母為西里西亞的公爵亨里克一世和海德薇加‧德‧安德希斯。他的弟弟、妹妹包括盧布斯卡公爵梅什科（卒於1242年）、亨里克三世（卒於1266年）、格沃古夫公爵康拉德一世（卒於1274年）、薩爾斯堡大主教瓦迪斯瓦夫和大波蘭公爵夫人伊麗莎白，伊麗莎白與他的表弟大波蘭公爵普熱梅斯瓦夫一世結婚。 

## 即位
當父親亨里克二世於1241年4月9日與由拔都率領的蒙古西征大軍在列格尼卡戰役中戰死後，波列斯瓦夫二世即位為西里西亞公爵。當時只有他和二弟梅什科是成年的繼承人。他們的祖母波希米亞的安妮幫助他們渡過此過渡期，甚至一些文獻記載此時安妮成為攝政。雖然蒙古大軍侵佔大部份的西里西亞，但是最後撤退回匈牙利。
亨里克二世死後，西里西亞皮雅斯特家族已經無法在波蘭土地上保持霸主地位。波列斯瓦夫二世的繼承權，包括大波蘭公國南部的領地和小波蘭的克拉科夫公國，受到鄰近的皮雅斯特公爵的威脅。直至1241年7月，他的表親馬佐夫舍公爵康拉德一世試圖接管克拉科夫的波蘭王位。在克拉科夫總督魯茲奇的克萊門特領導下，當地貴族強烈抵制，但最終不得不屈服於康拉德一世的強大軍力下。在對波列斯瓦夫二世缺乏支持感到失望下，他們將轉向支持波列斯瓦夫五世，後者於1243年登上了克拉科夫大公寶座。
大波蘭地區亦有類似的情況：在聽到有關亨里克二世在列格尼卡戰役慘敗的消息後，普熱梅斯瓦夫一世和他的弟弟（虔誠的）波列斯瓦夫重新奪回他們的父親已故卡利什及波茲南公爵瓦迪斯瓦夫·歐登尼采曾統治的卡利什的控制權。當地貴族支持他們成為這些領地的真正繼承人。波列斯瓦夫二世決定避免戰爭，並放棄他在大波蘭的所有領地。但是他仍試圖保留一些地區，例如桑托克和緬濟熱奇，但在1247年，大波蘭公爵最終迫使波列斯瓦夫二世放棄他所有在大波蘭的領地控制權。 

## 下西里西亞第一次分裂
當波列斯瓦夫二世的二弟梅什科於1242年突然死亡，並沒有留下繼承人，他於盧布斯領地歸波列斯瓦夫二世所有，他的弟弟們亦成為下西里西亞公國的共同統治者。然而，當他的弟弟（白公爵）亨里克三世於1247年成年時，他和其他弟弟反抗波列斯瓦夫二世的壟斷，甚至在此後不久就將其監禁。
為了重新獲得自由，波列斯瓦夫二世與亨里克三世簽署了一項協議，將下西里西亞的萊格尼察和弗羅茨瓦夫土地分開統治。為避免進一步分裂，兩人承諾與未成年兄弟共治；波列斯瓦夫二世與四弟康拉德二世及亨里克三世與五弟拉迪斯勞斯。作為長兄的波列斯瓦夫二世可以首選領地，他之所以選擇萊格尼察公國，可能是因為在卡恰瓦河和維爾茨比亞克河中發現金礦。 

## 萊格尼察公爵
波列斯瓦夫二世很快為自己的選擇而後悔，並試圖換回弗羅茨瓦夫。亨里克三世拒絕並其要求，戰爭變成不可避免。他們倆都開始為戰鬥做準備，但是沒有足夠的資金。波列斯瓦夫二世在其妻子安哈爾特的海德薇格（安哈爾特伯爵亨利一世的女兒）的阿斯坎尼家族親戚中尋求盟友。馬格德堡大主教威爾布蘭德在波列斯瓦夫二世賣給他一半盧布斯領地後付款為他提供軍資。
德意志的援助只給波列斯瓦夫二世在與他弟弟的戰爭中暫時的優勢。1249年，他的四弟共同統治者康拉德二世出人意料地在巴黎結束學業之後回到了萊格尼察公國。波列斯瓦夫二世提議他出任帕紹主教，但是被康拉德拒絕，並開始為自己爭取在西里西亞應有的權力。波列斯瓦夫二世反對，年輕的王子便投奔波列斯瓦夫二世的長期敵人大波蘭公爵的王庭避難。不久之後，康拉德與普熱梅斯瓦夫一世以聯姻加強關係：大波蘭公爵普熱梅斯瓦夫一世與康拉德的姐姐伊麗莎白結婚，而康拉德與普熱梅斯瓦夫一世的姐姐夏洛梅結婚。
最終在兩年後衝突發生，當時普熱梅斯瓦夫一世與白公爵亨里克三世的聯軍擊敗波列斯瓦夫二世。1251年，波列斯瓦夫二世終於同意分割自己的土地，並將格拉戈夫公國割讓給康拉德。波列斯瓦夫二世只保留萊格尼察這個小地區。 

## 與弗羅茨瓦夫主教發生衝突
波列斯瓦夫二世又花了兩年時間，在他的三弟亨里克三世的幫助下，恢復對他的公國的完全統治權。波列斯瓦夫二世與其他皮亞斯特公爵達成一些協議，特別是與大波蘭公爵以及弗羅茨瓦夫主教托馬斯一世達成協議。然而，博爾斯瓦夫從未因支持年輕王子的傾向而原諒主教。
1257年，波列斯瓦夫二世與弗羅茨瓦夫主教的衝突達到了更為關鍵的程度，因為主教對王子的詛咒和弗羅茨瓦夫教區的封鎖，波列斯瓦夫二世將主教囚禁在弗蘭城堡。波列斯瓦夫二世立即被處以絕罰。他的弟弟們迅速介入並商定解決辦法。1261年，波列斯瓦夫二世在弗羅茨瓦夫大教堂的大門旁致以深深的敬意，並進行了公開懺悔。波列斯瓦夫二世之前於1248年和1249年，他兩次被處以絕罰，並向附近的貴族發出征討他的十字軍號召。後來他被主教原諒，先前的兩次絕罰也都被廢除。
波列斯瓦夫二世還是與他的四弟格拉戈夫公爵康拉德保持著敵對關係。1257年，康拉德從萊格尼察的城堡中綁架了波列斯瓦夫二世。幾個月後，公爵才重新獲得自由。1271年，波列斯瓦夫二世佔領了位於布布爾河附近的博萊斯瓦維茨。 

## 晚年
在1270年代，波列斯瓦夫二世為他的青少年時期的兒子們提供越來越多的權力。1273年，他將亞沃爾公國授予他的長子亨里克五世，看來波列斯瓦夫二世已從冒險的政治生涯中退下來。然而，於1277年，他與德意志國王魯道夫一世簽署同盟協議，抗衡與其他皮亞斯特公爵同盟的波希米亞國王奧托卡二世。在魯道夫一世的堅持下，波列斯瓦夫二世綁架了奥托卡二世的盟友丶自己的侄子弗羅茨瓦夫公爵亨里克四世（白公爵亨里克三世之子），並索要三分之一弗羅茨瓦夫公國認為是其五弟薩爾斯堡大主教瓦迪斯瓦夫於1270年去世後留下的。
奧托卡二世丶格拉戈夫公爵亨里克三世（康拉德一世之子）和大波蘭公爵普熱梅斯瓦夫二世（普熱梅斯瓦夫一世之子）組成聯軍，但很快失敗了：在斯托洛奇的血腥戰鬥中，聯軍數量大大超過波列斯瓦夫二世的軍隊，波列斯瓦夫二世的兒子亨里克五世扭轉了局勢，盟軍被擊敗。最終雙方達成和解；亨里克四世獲釋，波列斯瓦夫二世獲得了希羅達公國的三分之一。
波列斯瓦夫二世為於1278年12月26日至31日之間逝世，被葬在其萊格尼察住所的多米尼加修道院中。他的三個兒子（胖子）亨里克五世、波爾科一世及伯恩哈德繼承了他留下的領地。

## 婚姻與家庭
1242年，波列斯瓦夫二世首先與安德哈特伯爵亨利一世的女兒海德薇格結婚（卒於1259年12月21日）。他們有七個孩子：
1. 阿格尼絲（生於1243/50年－1265年3月13日去世，葬於斯圖加特協同教堂）。1260年/64年嫁給符騰堡的烏爾里希一世。
2. 亨里克五世（1248年－1296年2月22日），萊格尼察公爵。
3. 赫德維格（生於1250/55年－1280年後去世）。1265年/70年嫁給馬佐夫舍公爵康拉德二世。
4. 波爾科一世（1252/56年－1301年11月9日），希維德尼察公爵。
5. 伯恩哈德（英语：Bernard the Lightsome）（生於1253/57年－1286年4月25日去世，葬於萊格尼察的多米尼加修道院）。
6. 康拉德（早夭）。
7. 卡塔琳娜（卒於1286年4月25日，葬於萊格尼察的多米尼加修道院）。

1261年，波列斯瓦夫二世再婚，迎娶波美拉尼亞公爵桑伯二世的女兒歐菲米亞（又名Alenta或約蘭塔或阿德萊德）（生於1245年-卒於約1309年2月15日）。
1270年左右，他開始與情婦狄恩的索菲亞住在一起。索菲亞給他誕下一名早夭的兒子雅羅斯瓦。歐菲米亞因病重及丈夫的外遇而深深地傷害了她，遂於1275年回歸她在波美拉尼亞的家園。 1277年，波列斯瓦夫二世終於與情婦索菲亞結婚，但婚姻只持續了幾個月，直到1278年公爵去世為止。波列斯瓦夫二世去世後，歐菲米亞回到西里西亞。